# Gideon Kiefer

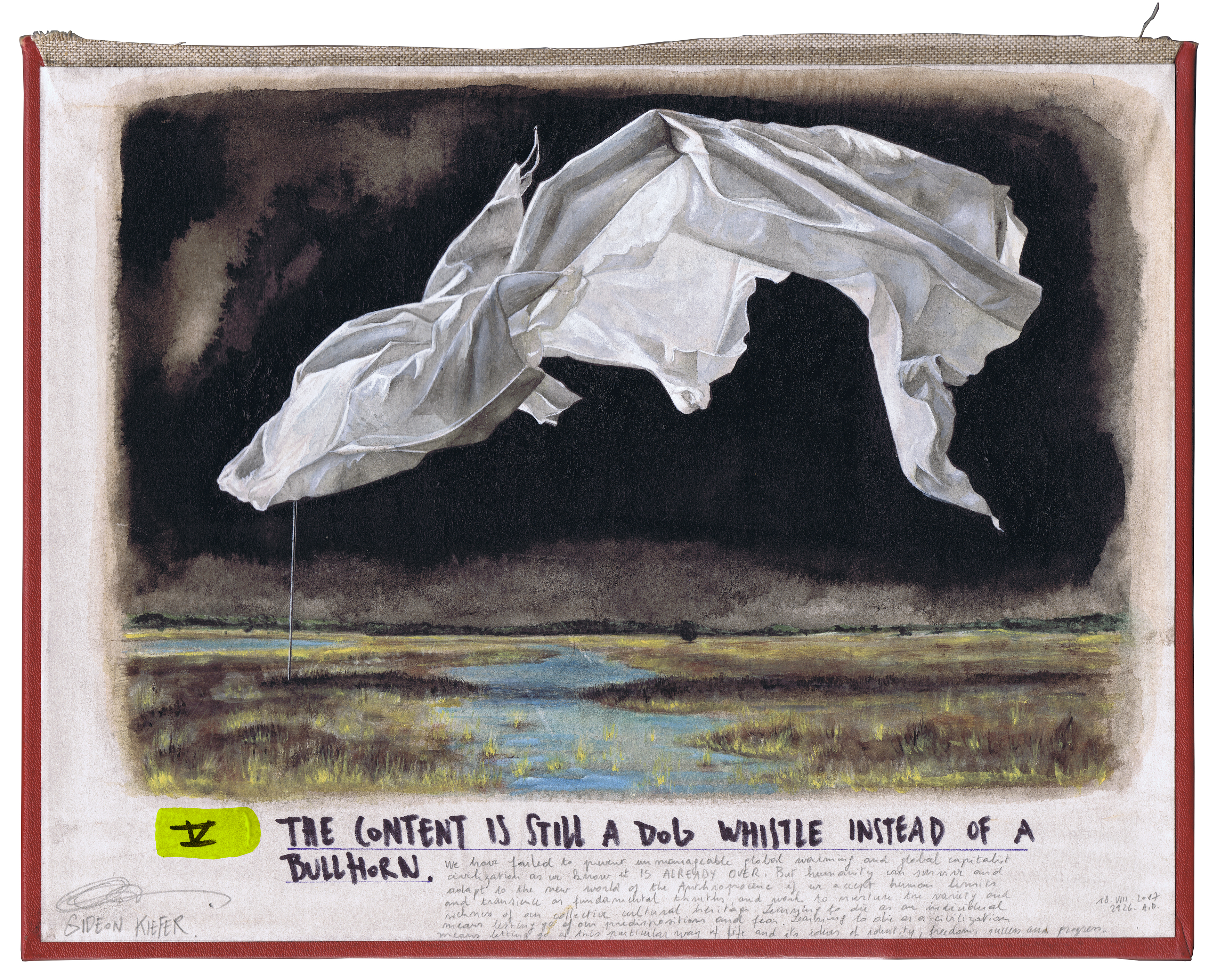
Gideon Kiefer, The Content is Still a Dog Whistle, potlood, gouache, pen, permanent marker, acryl en Indische inkt op boekenkaft, 26,5 x 34 cm, 18.VIII.2017 2926AD

Gideon Kiefer (pseudoniem van Ief Claessens) (Neerpelt, 16 december 1970) is een Belgische kunstenaar. Hij woont en werkt in Sint-Martens-Latem.
Zijn werk wordt getoond in verschillende solo- en groepstentoonstellingen, zowel binnen België als internationaal (New York, Londen, Toronto, Duitsland, Seoul, Frankrijk, Oostenrijk) en behoort tot verschillende nationale en internationale (privé-)collecties.
In 2015 organiseerde cultuurcentrum C-Mine in Genk een overzichtstentoonstelling van zijn werk. Deze werd voorafgegaan door een eerste monografie in 2014, gepresenteerd in BOZAR, Brussel. In 2020 toonde de kunstenaar opnieuw een overzicht van zijn oeuvre in museale context, ditmaal in dialoog met werk van de Latemse Meesters, in Museum Gevaert-Minne.

## Biografie
In 1994 behaalde Kiefer zijn meestergraad vrije grafiek aan de Academie van Antwerpen. Hij werkte initieel als illustrator voor onder andere Humo, De Morgen, De Groene Amsterdammer en Vrij Nederland. Na een levensbedreigend incident zette hij eind 2008 de stap naar voltijds beeldend kunstenaar. Dat dit een soort van nulpunt vormt in zijn carrière, is te zien aan de datering van zijn werk: een eigen tijdrekening, die start vanaf de dag van zijn operatie.

## Oeuvre
Het leidmotief doorheen Kiefers oeuvre is een sterke fascinatie voor zijn eigen herinneringen en hoe deze verstoord of zelfs verzonnen blijken te zijn. Op een tweede niveau is zijn werk maatschappijkritisch, waarbij de kunstenaar zowel politieke, socio-economische maar ook ecologische en klimatologische kwesties aankaart.
In zijn vroegste werken, zoals de tentoonstellingen The World above Ground is Unstable (2011) en The Equirectangular Project (2013) kijkt Kiefer voornamelijk naar de tragiek en relativiteit van macht en vrijheid. Dokters, zakenlui, psychologen en wetenschappers hebben strak de touwtjes in handen, maar balanceren tussen genialiteit en totale waanzin. Hij gebruikt verwijzingen naar de kunstgeschiedenis, wetenschap, populaire cultuur en geschiedenis om een duister universum te creëren, gekenmerkt door naderend onheil, machtslust en angst. Het koesteren van eigen herinneringen vormt steeds de rode draad. 

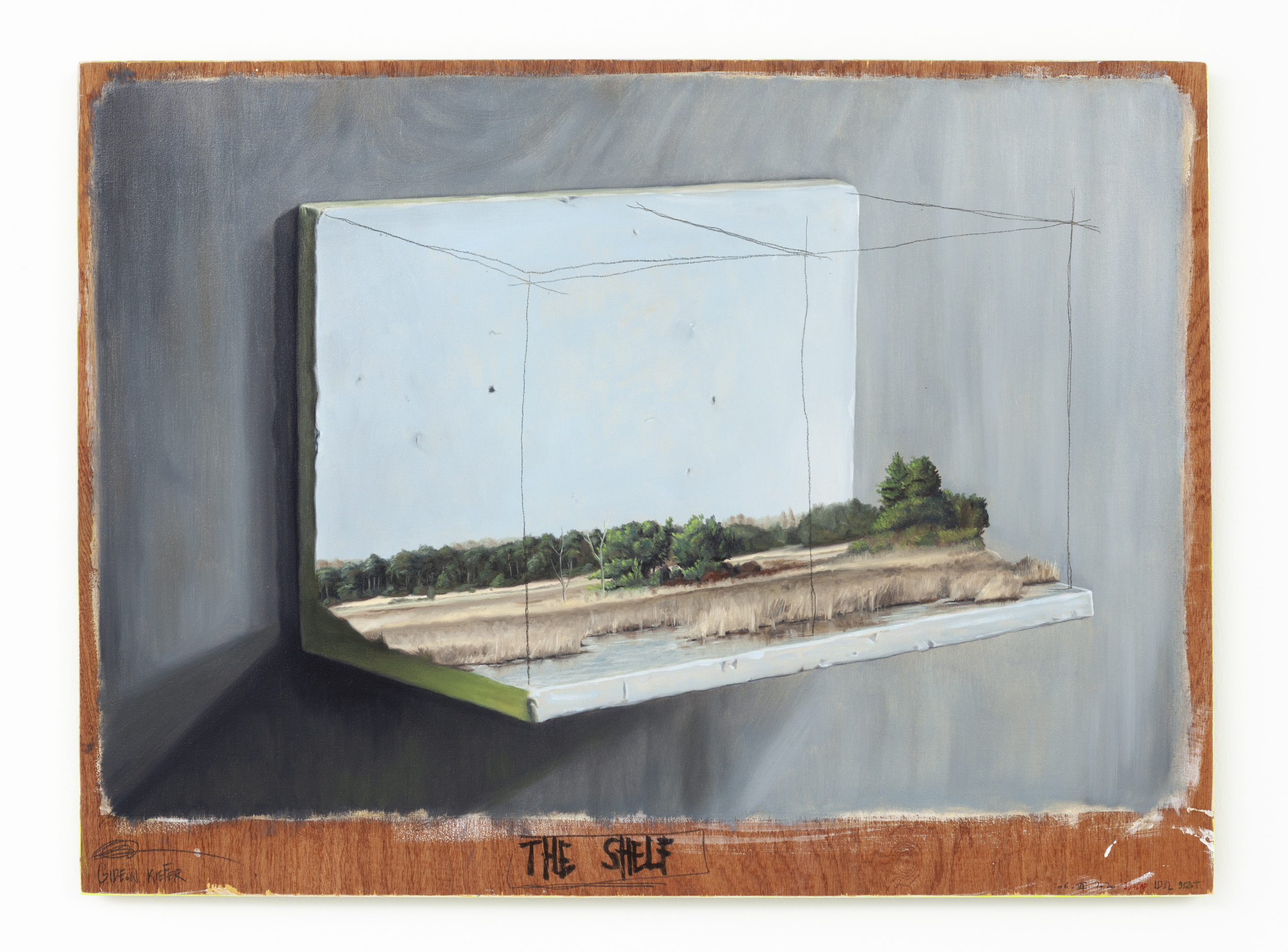
Gideon Kiefer, The Shelf, olie, acryl en potlood op hout, 45 x 61 cm, 06.VI.2020 3946 AD

Doorheen zijn oeuvre wordt de apocalyptische sfeer steeds meer gelinkt met een groeiend onbehagen over de hedendaagse klimaatcrisis. Kleurrijke vogels die dood of gevangen blijken te zijn, machtige watervallen, dammen die slechts ondersteund worden door futiele paaltjes, landschappen in doosjes, onder een stolp of tegen de muur, majestueuze doeken geïnspireerd door de dekens die men gebruikt om smeltende gletsjers te beschermen, architectuur in de vorm van de Wereldzadenbak (ook schertsend de Ark Van Noah genoemd), … Het zijn maar enkele van de vele metaforen die zijn werken bepalen. Kiefer balanceert voortdurend tussen het intieme van zijn eigen herinneringen en grotere maatschappelijke kwesties. Zo zijn verschillende landschappen gebaseerd op de bossen van Neerpelt of herinneren de witte doeken hem aan de schilderijen die de kruisweg van Jezus verbeeldden in de kerk van zijn geboortedorp.
Gideon Kiefer is omschreven als een virtuoos tekenaar. Zijn werk wordt gekenmerkt door een voorliefde voor het ambacht. Anderzijds relativeert hij het academische figuurtekenen door te werken op atypische dragers (oude boekenkaften), maar ook door te spelen met schaal en verhouding, perspectieflijnen, notities en gps-coördinaten die worden gelinkt aan bepaalde herinneringen. Naast zijn werk op boekenkaften, werkt Kiefer af en toe op met houtskool op monumentale papierformaten. In 2014 toonde hij in Be-Part, Waregem voor het eerst driedimensionaal werk. ‘Een logische stap’ volgens de kunstenaar, die zijn tekeningen vaak beschouwt als voorstudies voor ruimtelijke installaties of architecturale ontwerpen.
Met de tentoonstelling A Throwback to Ancient Times, it is no Coincidence transformeert Kiefer van een volbloed tekenaar in een debuterend schilder. De overschakeling van tekenen naar schilderen komt voort uit een interesse voor oude meesters als Rubens, Caravaggio en Repin, en de kunstboeken van zijn grootvader waar hij als kind urenlang in bladerde. In A Throwback to Ancient Times selecteerde Kiefer voornamelijk details uit werken van oude meesters, waarna hij deze herinterpreteert binnen in een hedendaags kader. De focus ligt op handen, voeten en de menselijke huid. Vaak worden ledematen ondersteund door stokjes (een contante doorheen zijn oeuvre, als symbool voor de machteloosheid van de mens). In verdere reeksen komen maatschappelijke kwesties en persoonlijke herinneringen opnieuw aan bod. Ook in zijn schilderkundig werk gebruikt Kiefer traditionele (olieverf)technieken om vervolgens de academische conventies te doorbreken. Dit door te werken op (delen van) hout, collageachtige en driedimensionale elementen toe te voegen of lijnen dwars over een minutieus geschilderd werk te trekken.